# Château de Brazey
Le château de Brazey est un château du XVIIe siècle situé à Brazey-en-Morvan, en Bourgogne-Franche-Comté.

## Localisation
Le château est situé à l'est de la RD 117, au nord du village, par la Croix des Sots.

## Historique
La date de construction primitive du château sur un relais de la via Agrippa déjà occupé à l'époque gallo-romaine pourrait remonter au XIIe siècle. En 1160, Labaud de Brazey est seigneur des lieux. Après 1502, ceux-ci passent à la maison de Jaucourt, originaire de Champagne. Passée au protestantisme, elle doit quitter le royaume après la révocation de l'édit de Nantes. 
Le château, reconstruit en 1666, est remanié à la fin du XVIIIe siècle. Vers 1768, il appartient aux Comeau de Charny avant que la Révolution ne le mutile. Le corps de bâtiment central est alors démoli au profit de communs datés de 1791 au linteau de la porte. En 1974, l'écrivain Jules Roy le rachète et il appartient depuis à la famille de Montalembert.[réf. souhaitée]

## Architecture
Des vestiges du château féodal subsistent dans la végétation à l'arrière du château : murs, tours et fossés. Le manoir seigneurial, ceinturé de fossés possédait six tours et trois principaux corps de bâtiments. On y pénétrait par un pont-dormant et un portail précédés d’une longue avenue bordée d'arbres. L'édifice était constitué d’un bâtiment central  orienté face à l'est à un niveau, composé d'un rez-de-chaussée surmonté de combles éclairés de lucarnes et deux ailes délimitant une cour carrée. 
La Révolution n’en a laissé que les deux ailes à usage agricole depuis la vente par les Comeau de Charny en 1865. Seule l'aile droite comporte un étage de soubassement voûté d'arêtes qui abrite les cuisines dont l'aménagement intérieur a été remodelé au XVIIIe siècle comme en témoignent les trumeaux des cheminées. Le château possède plusieurs dépendances, un parc arboré et un grand verger. Seule l'aile droite a été restaurée vers 1975 par M et Mme Roy, propriétaires de 1974 à 1978.
Les façades et les toitures du château sont inscrites aux monuments historiques par arrêté du 17 décembre 1976.